# Chrysophyllum superbum
Chrysophyllum superbum – gatunek drzew należących do rodziny sączyńcowatych. Jest gatunkiem występującym w Ameryce Południowej, na terenie Brazylii.